# Nebulossa
Nebulossa је шпанска електропоп музичка група коју чине брачни пар Мери Бас и Марк Дасоуса.

## Биографија
Мери Бас је рођена у Аликантеу, у Шпанији 18. септембра 1968. године. Марк Дасоуса је рођен у Ондари 2. јануара 1974. године. Њих двоје су у браку и имају двоје деце.
Бенд Nebulossa основали су 2018. године у Ондари. 2022. године су заједно са Офелијом Алибрандо учествовали у националном избору у Сан Марину за Песму Евровизије 2023. али нису успели проћи аудиције. 2024. учествују на Бенидром фестивалу, националном избору за шпанску песму за Песму Евровизије са песмом Zorra. Били су први у свом полуфиналу 30. јануара, да би у финалу 3. фебруара такође однели победу са 156 бодова и тиме постали представници Шпаније на Песми Евровизије 2024. године у Малмеу. На Евровизији су били директни финалисти. Освојили су 30 бодова, чиме су се пласирали на 22 место.